# Canton d'Issy-les-Moulineaux-Est
Le canton d'Issy-les-Moulineaux-Est est une ancienne division administrative française située dans le département des Hauts-de-Seine et la région Île-de-France.

## Géographie
Le canton se trouvait entièrement dans Issy-les-Moulineaux. Il était délimité au nord par la frontière avec Paris, à l'est par Vanves, au sud par Clamart et Meudon. A l'ouest, la rue de l'Égalité, la rue Pierre Brosselette, la rue Robespierre, la rue Lasserre et enfin le boulevard Gallieni (jusqu'à la place du président Robert Schuman) marquent la limite avec le canton d'Issy-les-Moulineaux Ouest.

## Administration
| Période | Période | Identité     | Étiquette    | Qualité |
| ------- | ------- | ------------ | ------------ | --- |
| 1967    | 1998    | Paul Pin     | UDR puis RPR | Médecin, professeur des Universités (chimie, biochimie) |
| 1998    | 2015    | Paul Subrini | RPR puis UMP | Assureur 1er Adjoint au maire d'Issy-les-Moulineaux (1983-2017) Vice-Président du Conseil Général Élu en 2015 dans le nouveau Canton d'Issy-les-Moulineaux |

## Composition
Le canton d'Issy-les-Moulineaux-Est recouvrait l'est de la commune d'Issy-les-Moulineaux.
| Communes                             | Population (2012) | Code postal | Code Insee |
| ------------------------------------ | ----------------- | ----------- | ---------- |
| Issy-les-Moulineaux, commune entière | 63 297            | 92 130      | 92 040     |

## Démographie
| 1968 | 1975 | 1982 | 1990   | 1999   | 2006   | 2011   | 2012   |
| ---- | ---- | ---- | ------ | ------ | ------ | ------ | ------ |
| -    | -    | -    | 24 137 | 25 399 | 27 119 | 28 591 | 28 287 |

## Pour approfondir